# Шістнадцятий Кармапа
16-й Г'ялва Кармапа, Рангджунг Рігпе Дордже (14 серпня 1924–5 листопада 1981) (Вайлі Rang 'byung rig pa'i rdo rje) духовний лідер лінії Карма Каг'ю Тибетського Буддизму. Він народився у Денкхоці, провінції Дерге, Кхам (Східний Тибет), на березі річки Янцзи.

## Біографія
15-й Кармапа залишив своєму слузі Джампалу Цультріму лист-пророкування з інформацією про місце нарождения, батьків та інших обставинах свого наступного втілення. У цьому листі Беру Кіенце, Сітупа i Джамген Контрул знайшли детальні інструкції, за якими вони знайшли Рангджунга Рігпе Дордже.
Його привезли у монастир Палпунг, де він отримав багато повчань, посвячень в сан та обітницю Бодхісатви від Сіту Пема Ванчунга. Він отримав багато тантричних передач від Беру К'єнце Лодре Міцат Пампай Гоша. Сутри він вивчав з Бо Кангкаром Рімпоче. Джамген Палден Кх'єнце Озер передав йому Махамудру і Шість йог Наропи. Кармапа вважав Сіту Пема Ванчунга и Джамгона Палден Кх'єнце Озера своїми головними вчителями.
У 1931-му році, у віці 7-ми років, він провів свою першу церемонію Чорної Корони. Тисячі людей були свідками цієї незвичайної події. Вони згадують квітковий дощ та небо, заповнене веселками. Не зважаючи на юний вік, про надзвичайну силу 16-го Кармапи дізналося багато людей. Був зафіксований випадок, коли він зав'язав у вузол меч свого слуги. У тринадцятирічному віці пройшла церемонія обрізання волосся Кармапи, яку провів Тхуптен Г'яцо, 13-й Далай Лама.
У період навчання він отримав усі передачі лінії Каг'ю, а також багато років вчився у Сак'я Трізіна. На початку 1940 року він пішов у ретріт, а в 1947 почалося його паломництво у Індію разом з Тензіном Г'яцо, 14-м Далай Ламою. Рангджунг продовжив навчання з 10-м Міндролінг Тріченом школи Нінгма, яке закінчилося посвяченням Калачакри школи Гелуг. Таким чином, Рангжунг отримав усі основні повчання, що відносяться до всіх головних шкіл Тибетського Буддизму.
Продовжуючи активність своїх попередників, 16-й Кармапа подорожував та вчив по всьому Тибету, Бутану, Непалу, Сіккіму, Індії, та окримим регіонам Китаю. Він також займався пошуками місцезнаходження перероджень високих лам за допомогою медитації.

### Втеча з Тибету
Тибет радикально змінився після того, як у 1950 році китайська армія встановила контроль над державою. Разом з Далай Ламою, членами правління та іншими високими ламами, Кармапа відвідав Пекін, де були проведені переговори щодо врегулювання ситуації. Ці перемовини принесли тимчасові покращення, але у 1959 китайська армія захопила Тибет.
У лютому того ж року, Кармапа разом з 160 ламами, монахами та іншими учнями із монастиря Цурпху відправився у Бутан, взявши із собою найсвятіші дорогоцінності та реліквії.
Таши Намг'ял, Король Сіккіму, запропонував Кармапі землю, на якій у 1966 році була збудована нова резиденція Кармапи — Монастир Румтек. Традиційна резиденція Кармапи, Монастир Цурпху, і досі існує, хоча кількість монахів там обмежена.

### Зростання активності на Заході
На початку 70-х Кармапа провістив жорстоку боротьбу за незалежність у Тибеті. Він сказав, що навіть у випадку успіху, Кармапа та монахи, що втекли із Тибету, не зможуть повернутися. Румтек також не буде найкращим місцем. І, хоча ситуація у Сіккімі та Бутані поки що стабільна, вона також може погіршитися. З іншого боку, Буддизм з радістю приймуть на Заході. Передбачивши це, Кармапа відправив Ламу Гендюна у подорож до Європи.
У 1974 Кармапа відправився у свій перший світовий тур. Він відвідав Європу, Канаду та Сполучені Штати, де провів декілька церемоній Чорної Корони, а також йому була надана аудієнція з Папою Павлом VI. У 1976-77 Кармапа здійснив більш масштабный тур, під час якогого він давав повчання та посвячения, побачив майже всі головні міста Європи.
Кармапа 16-й допоміг розповсюдити Тибетський Буддизм на Заході. Він заснував Дхарма центри і монастирі у різних куточках земної кулі, для того, щоб захистити, зберегти та розповсюдити вчення Будди. Хоча попередні Кармапи вважалися найшанобливішими та авторитетнішими ламами школи Каг'ю, саме Рангджунг Рігпе Дордже за ініціативою Тибетського правління у засланні став першою офіційною головою цієї школи. Це було потрібно для зміцнення організації Тибетського Буддизму.

### Смерть Кармапи
У 1980 році Кармапа здійснив свій останній світовий тур. Він давав повчання, інтерв'ю і посвячення у Південно-Східній Азії, Греції, Англії і США. Рангджунг Рігпе Дордже помер у клініці 5 листопада 1981 у Сполучених Штатах (Ціон, Іллінойс). Лікарі та сестри цієї клініки розповідали, що Кармапа був завжди дуже привітливий. Здавалося, він піклувався про них більше, ніж про себе. Один із лікарів був вражений тим, що Кармапа відмовився від знеболювальних. Пацієнти у його стані зазвичай скаржаться на сильний біль, але у Кармапи не було ніяких ознак болю. Після смерті Кармапи, не зважаючи на правила клініки, його тіло залишалося там ще протягом 3-х діб, і весь цей час його серцевий центр був гарячим.
Завідувач персоналу клініки, Радульфо Санчес, не зміг пояснити цей феномен з точки зору медицини.
Протягом семи тижнів після смерті, тіло Кармапи само по собі стиснулося до розмірів маленької дитини. Церемонія кремації пройшла у Румтеці. Цього дня померли дві собаки Кармапи, при цьому вони були абсолютно здорові. Під час спалювання на ясному блакитному небі з'явилась веселка, що оточувала сонце. Палаюча куля викотилася з полум'я до краю ступи, прямо до ніг Лопен Чечу Рімпоче. Цю кулю повернули назад у ступу, вона являла собою очі, язик і серце Кармапи. Таким чином, тіло, мова і ум злилися для того, щоб їх зберегли, як реліквії. Це під силу тільки високо-реалізованим буддийським йогам. Теж саме відбулося під час кремації Гампопи і Другого Кармапи, Карма Пакші.

### Спадщина
Лише одна присутність Кармапи дарувала невимірне і довге благословення всім, хто входив з ним в контакт. Кармапа сам казав, що Будду можна впізнати по його сміху. Про Кармапу казали, що коли він сміявся, а сміявся він завжди, його сміх можна було почути навіть у сусідньому кварталі.
Також він демонстрував уміння спілкуватися з тваринами. Наприклад, на одному з курсів в Європі, великий ворон стукався у вікно, за яким Кармапа давав повчання. Коли вікно відкрили, ворон підлетів до Кармапи. Потім Кармапа сказав, що в декількох милях знаходиться комора, звідки дві інші птахи не можуть вибратися. Він відправив туди двох чоловік, які, звичайно ж, знайшли і врятували птахів. У Рангджунга Рігпе Дордже була особлива любов до птахів, і, подорожуючи, він обов'язково відвідував зоомагазини в кожному місті.
Багато хто вважав Рангджунга Рігпе Дордже живим Буддою. Як і його попередники, він був фігурою перш за все духовною і, тому, не був залучений у політику. Натомість його зусилля були направлені на збереження духовних традицій Тибету. Таким чином, він допоміг зберегти його особливість — унікальну і неповторну культуру. Кармапа 16-й є духовним натхненням для сотень тисяч людей зі всього світу, які щодня медитують на нього.